# Armeniens Kommunistparti
Armeniens Kommunistparti (Hayastani Komunistakan Kusaktsutyun) (HKK) er et kommunistisk politisk parti i Armenien. Det er det største kommunistiske parti i Armenien med 18000 medlemmer. Partiets formand er Ruben Tovmasyan. Selvom partiet er det største kommunistiske parti, lykkedes det dem ikke at vinde nogle pladser i parlamentet under det sidste parlamentsvalg i 2007.
I 2002 forvistes de tidligere ledere af partiet Yuri Manukian og Grant Voskanyan fra partiet og oprettede et nyt parti kaldet Armeniens Fornyede Kommunistparti.
| Politisk parti | Spire Denne artikel om et politisk parti eller gruppe er en spire som bør udbygges. Du er velkommen til at hjælpe Wikipedia ved at udvide den. |